# 谢苗诺夫卡农村居民点 (伏尔加格勒州)
谢苗诺夫卡农村居民点（俄语：Семёновское сельское поселение）是俄罗斯联邦伏尔加格勒州卡梅申区所属的一个农村居民点。其下辖有2个居民点，行政中心为谢苗诺夫卡。据2016年统计，该农村居民点的人口为1230人。